# Ostra Turniczka

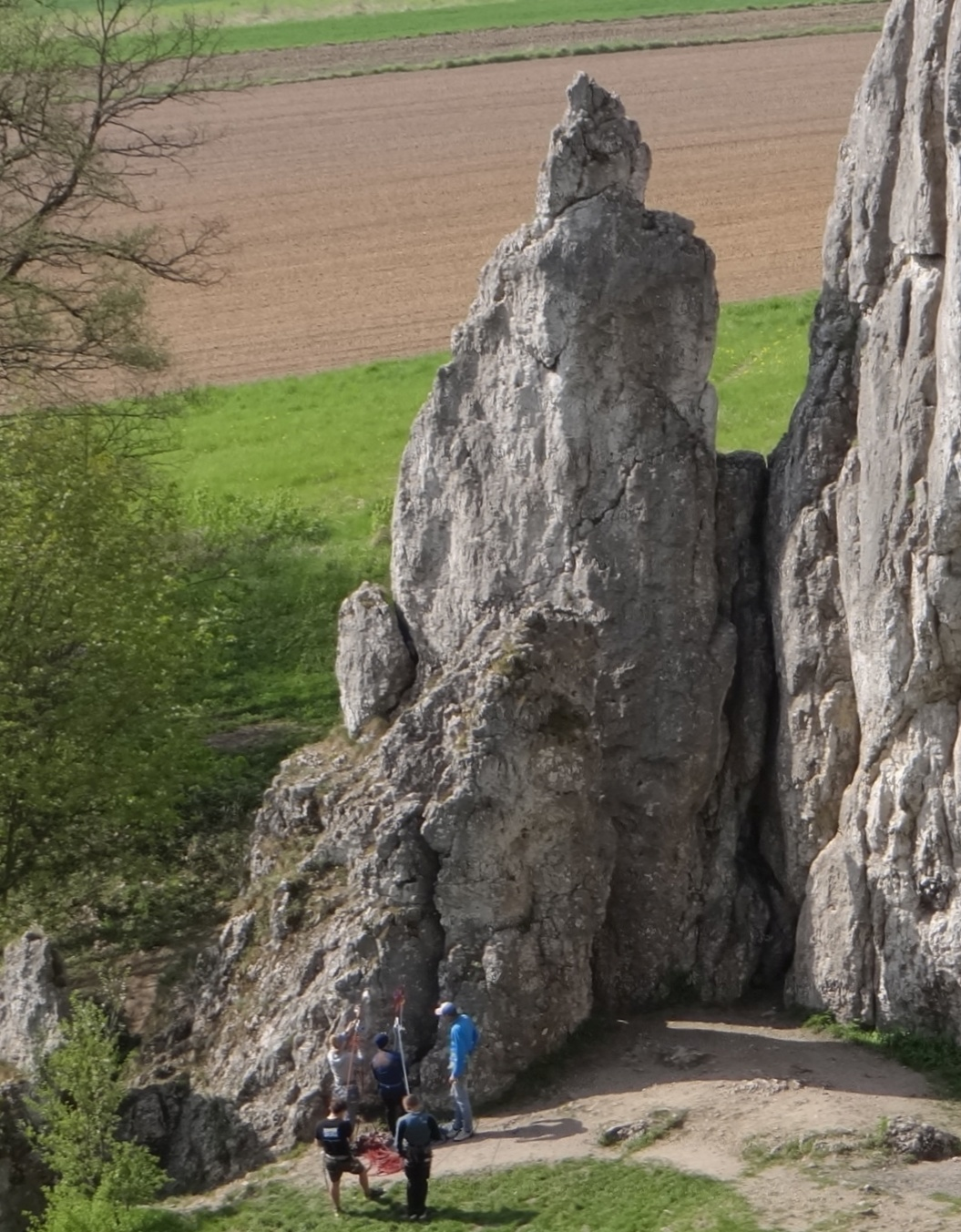

Ostra Turniczka – niewielka turnia w Bramie Bolechowickiej zamykającej wylot Doliny Bolechowickiej we wsi Karniowice w województwie małopolskim, w powiecie krakowskim, w gminie Zabierzów. Jest to teren Wyżyny Olkuskiej w obrębie Wyżyny Krakowsko-Częstochowskiej. Dolina Bolechowicka, wraz ze znajdującymi się w niej skałami znajduje się w obrębie Rezerwatu przyrody Wąwóz Bolechowicki, dopuszczalne jest jednak uprawianie w niej wspinaczki skalnej.
Ostra Turniczka zbudowana jest z twardych wapieni skalistych. Znajduje się na terenie otwartym, w prawych zboczach Doliny Bolechowickiej i jest najbardziej na południe wysuniętą skałą w tej dolinie. Od północnego zachodu sąsiaduje z Turnią Łazików (część Muru Pokutników). Ma wysokość 8–10 m, kształt igły, ściany połogie lub pionowe z filarem, kominem i zacięciem. Są na niej 3 drogi wspinaczkowe o trudności od III do VI.2 w skali trudności Kurtyki i długości 10 m. Wszystkie, z wyjątkiem trójkowej, posiadają zamontowaną asekurację (4–5 ringów i stanowisko zjazdowe). Ściana wspinaczkowa ma wystawę wschodnią.

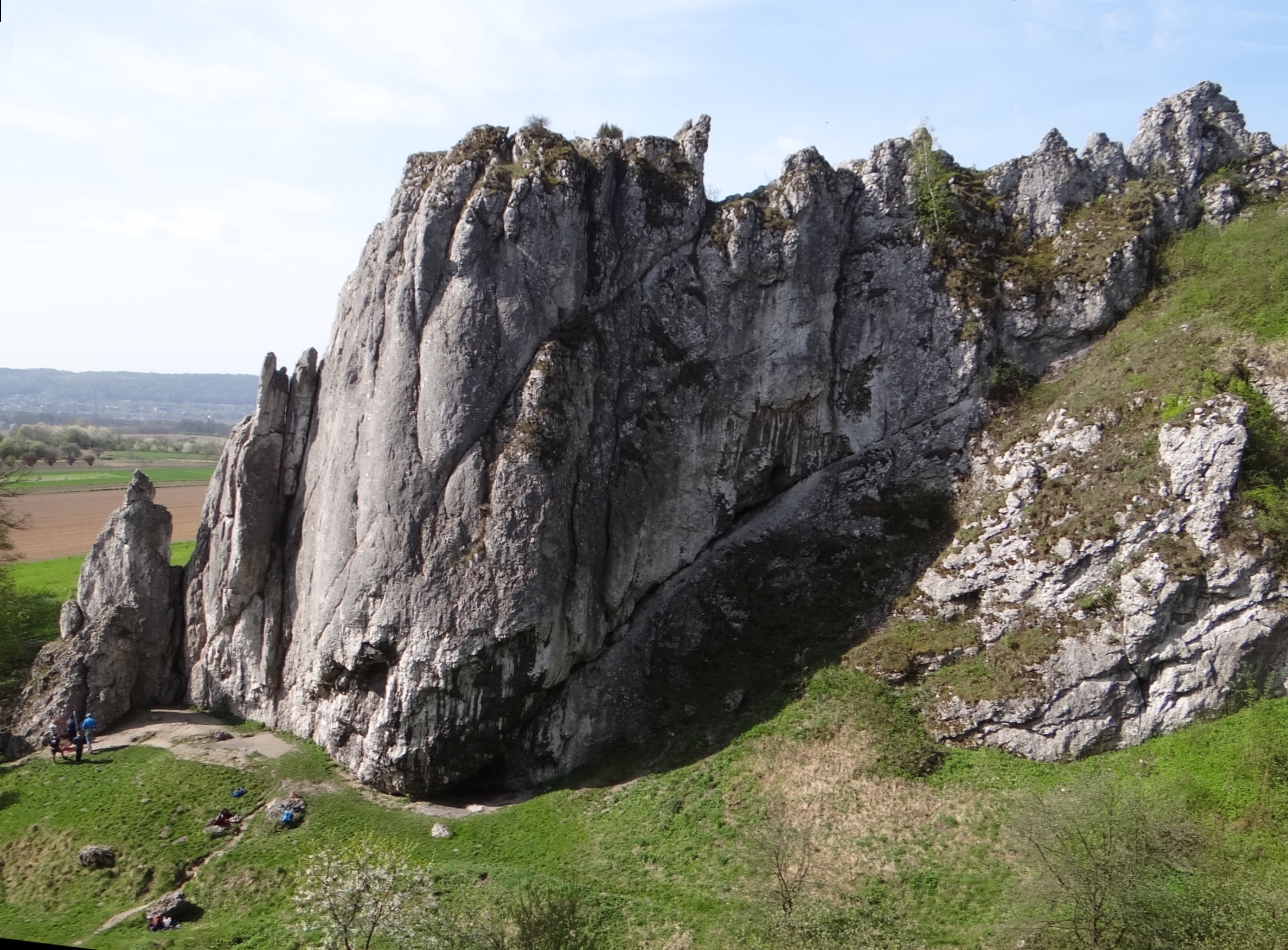
Od lewej: Ostra Turniczka i Mur Pokutników